# PSM Makassar
Dernière mise à jour : 9 août 2023.
Le Persatuan Sepakbola Makassar est un club indonésien de football basé à Makassar. Sur son blason figure une goélette traditionnelle, ou pinisi.

## Histoire

### Joueurs emblématiques
- Steven Paulle
- Wiljan Pluim
- Kenzo Nambu
- Eero Markkanen
- Richard Knopper
- Nemanja Vučićević
- Amido Baldé
- Claudiu Răducanu
- Bruce Djite

## Palmarès
- Championnat d'Indonésie : 2
  - Champion : 2000, 2023
- Coupe d'Indonésie : 1
  - Vainqueur : 2019

## Historique des entraîneurs
2003-2005 :  Miroslav Janů               2015-2016 :  Alfred Riedl
2005-2006 :  Fritz Korbach                2016-2019 :  Robert Alberts   
2006 :  Manuel Bilches                      2019-2020 :  Darije Kalezić
2006 :  Henk Wullems                        2020-2021 :  Bojan Hodak
2007-2010 : ?                                          2020-2021 :  Syamsudin Batola
2010 :  Robert Alberts                         2020-2021 :  Milomir Šešlija
2011 :  Wim Rijsbergen                       2020-2021 :  Syamsudin Batola
2012-2013 :  Petar Šegrt                     2021-2022 :  Joop Gall
2013-2014 :  Jörg Steinebrunner         2022 :  Bernardo Tavares
2014-2015 :  Asagaf Razak